# Militärflugplatz Mont-de-Marsan

i7
i11
i13
Die Base aérienne 118 Mont-de-Marsan (B.A. 118) ist ein Militärflugplatz der französischen Luftstreitkräfte (Armée de l’air). Die Basis liegt in der Region Nouvelle-Aquitaine im Département Landes etwa zwei Kilometer nördlich des Zentrums von Mont-de-Marsan. Sie beherbergt neben Rafale-Mehrzweckkampfflugzeugen auch ein Flugversuchszentrum.

## Geschichte

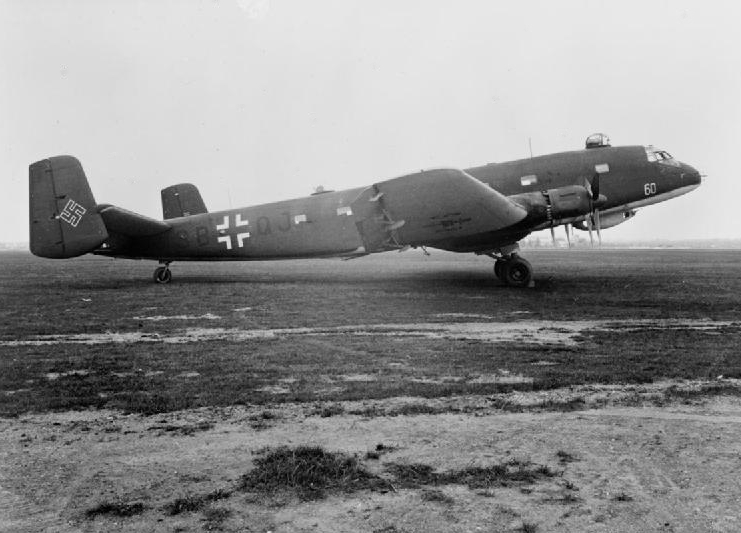
Junkers Ju 290, Fernaufklärungsgruppe 5

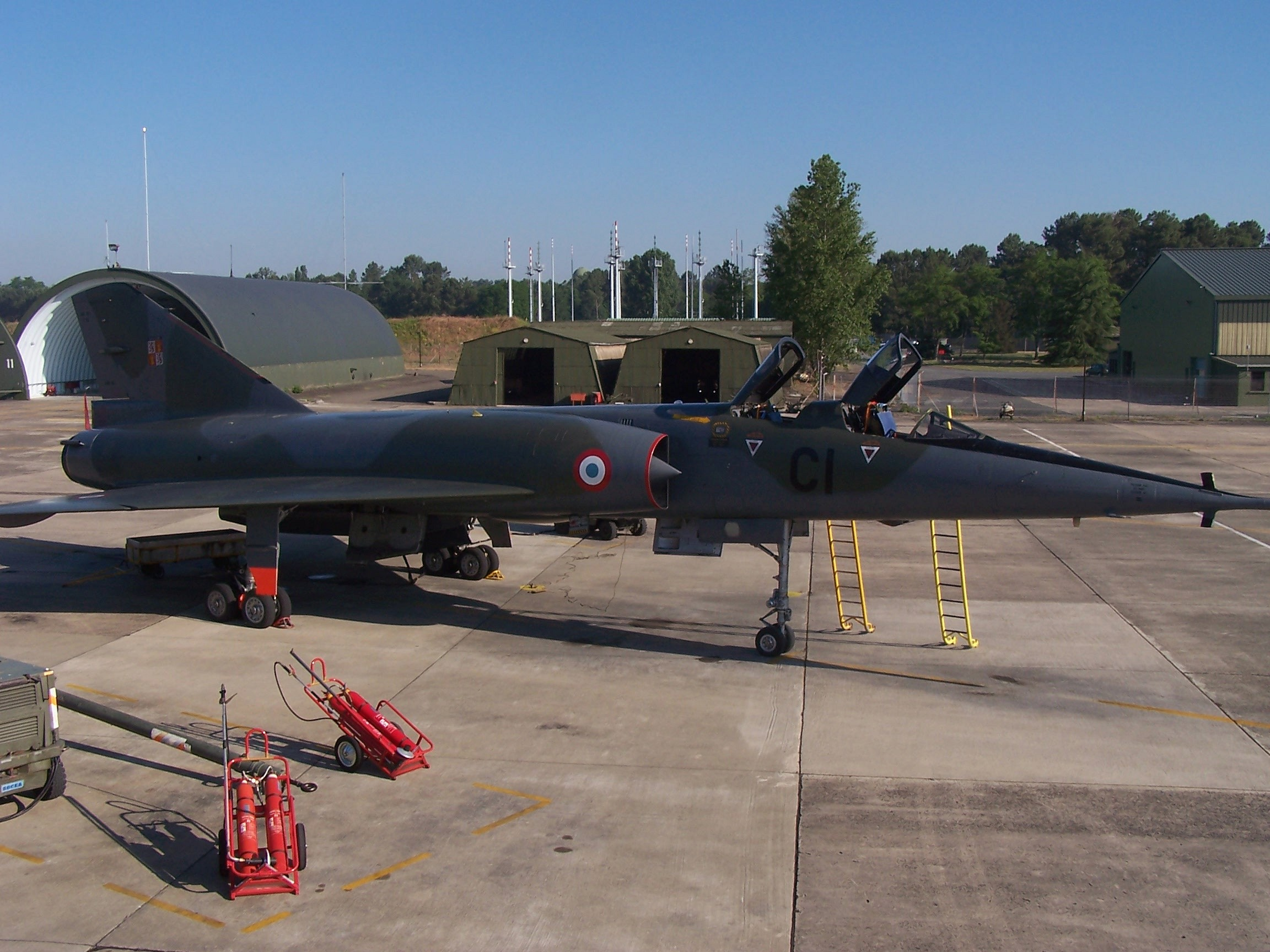
Dassault Mirage IVP, EB 1/91 „Gascogne“

Die Fliegerei in Mont-de-Marsan begann 1911 und 1934 wurde am heutigen Standort ein kleiner ziviler Flugplatz für den örtlichen Luftsportverein eröffnet.
Nach Kriegsausbruch 1939 wurde das Gelände Außenstandort einer Flugschule, bevor es im Sommer 1940 durch die deutsche Luftwaffe besetzt wurde. Für eine Woche im Oktober 1940 lagen hier die Messerschmitt Bf 109E der II. und III. Gruppe des Jagdgeschwaders 2 (II. und III./JG 2).
Das Gelände wurde anschließend zu einem großzügigen Fliegerhorst mit Betonlandebahn ausgebaut. Nach Fertigstellung wurde der Platz Heimat einer Jagdfliegerschule mit Bf 109 sowie Focke-Wulf Fw 200 und Junkers Ju 290 Langstrecken-Aufklärungsflugzeugen für den Seekrieg. Letztere standen zwischen Juni 1943 und August 1944 im Dienst von Stab, 1. und 2. Staffel der Fernaufklärungsgruppe 5. Im Mai/Juni 1944 flogen auch die Focke-Wulf Fw 190A der II. Gruppe des Jagdgeschwaders 26 (II./JG 26) ihre Einsätze von Mont-de-Marsan.
Im Verlauf des Krieges war der Flugplatz immer wieder Ziel alliierter Luftangriffe.
Nach dem Krieg beschloss die Armée de l’air die Wiedererrichtung der vor dem Krieg in Orléans beheimaten Versuchsanstalt Centre d’expériences aériennes militaires (CEAM), die hier bis in die Gegenwart beheimatet ist. Der stark beschädigte Platz musste nach dem Krieg jedoch hierfür erst wieder hergerichtet werden. Innerhalb des CEAM wurde die "Sektion-Mirage" 1965 als Versuchsjagdgruppe ECE 5/330 "Côte d’Argent" aktiviert.
Ab 1964 wurden hier fliegende Elemente der Atomstreitmacht stationiert, hierzu zählten die Dassault-Mirage-IV-Atombomber und die strategischen Tankflugzeuge Boeing C-135F/FR. Die Mirage IV flog bis 1996 in der nuklearen Rolle und wurde anschließend noch neun Jahre als konventioneller Bomber weitergenutzt, während die Tanker 1996 auf die Basis 125 Istres verlegt wurden. Seit 1969 beherbergt die die Basis 118 daneben eine Operationszentrale für die Luftabwehr.
Ab 2002 lag hier eine Transportstaffel CASA CN235-200. Diese verlegte 2011 auf die Basis 110 Creil und Mont-de-Marsan wurde noch für drei Jahre Heimat der bisher auf der 2011 geschlossenen Basis 112 Reims-Champagne stationierten Dassault Mirage Mirage-F1CR-Aufklärer. Gleichzeitig wurde der Flugplatz zweiter Rafele-Einsatzstützpunkt der Armée de l’air.
Die F1-Staffel, das Jagdregiment (Régiment de chasse) RC 2/33 „Savoie“ mit seinen Mirage F1CR, wurde im Juni 2014 außer Dienst gestellt.
Aufgrund der Wiedereinführung von Geschwadern bei den französischen Luftstreitkräften wurde das 30. Jagdgeschwader (30e Escadre de chasse) am 3. September 2015 reaktiviert.
Die fliegenden Staffeln wurden in Folge 2016 umnummeriert und mit der "Lorraine" traf 2016 eine zweite Einsatzstaffel in Mont-de-Marsan ein.

## Heutige Nutzung

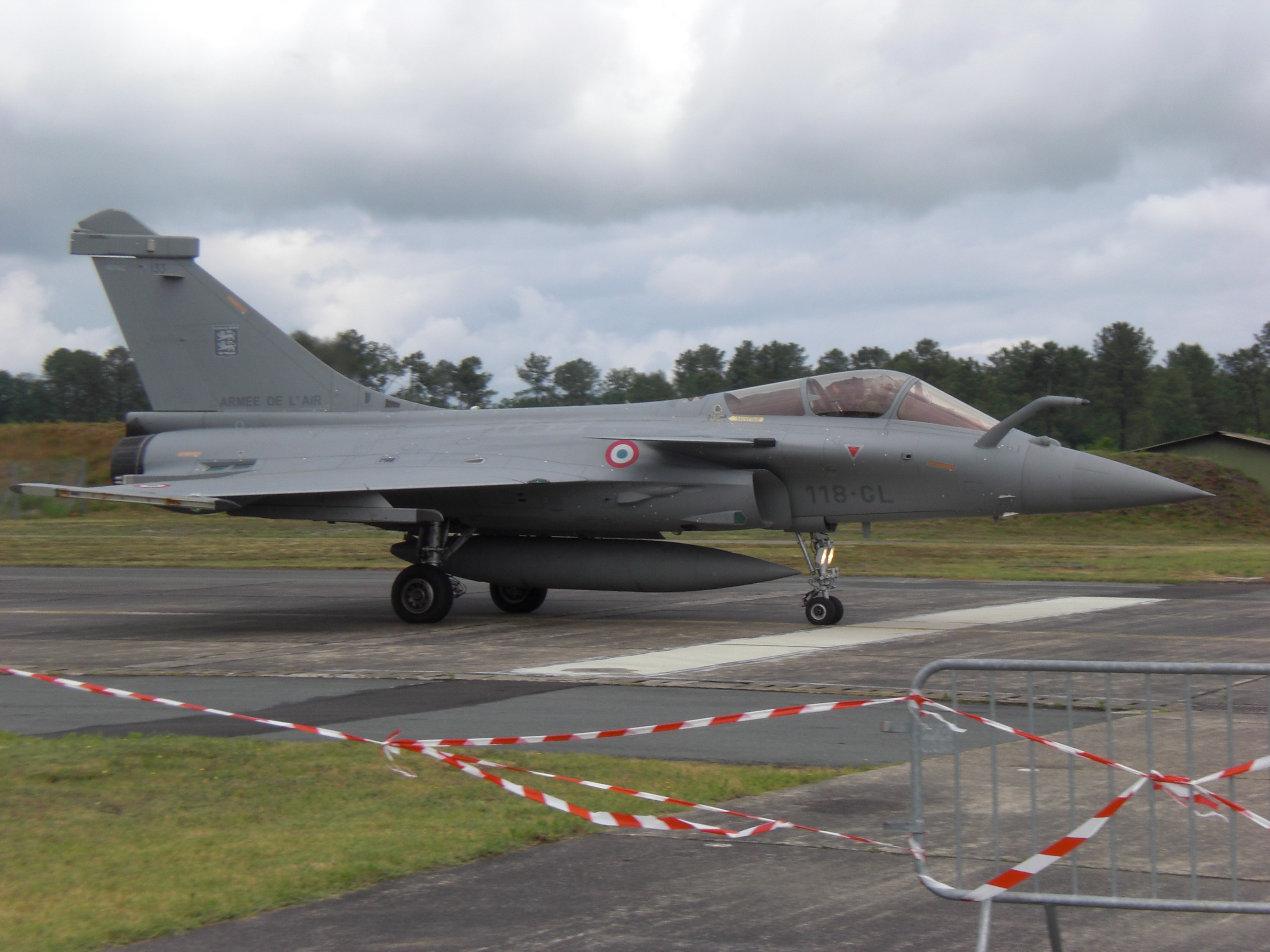
Dassault Rafale F3, RC 2/30 "Normandie-Niemen", 2012

Der Hauptnutzer der Basis ist das 2015 reaktivierte 30e Escadre de chasse (30e EC), dem zurzeit (2016) drei fliegende Gruppen bzw. Staffeln unterstellt sind.
- ECE 1/30 "Côte d’Argent", Versuchsjagdstaffel, nutzt als Teil des CEAM, siehe unten, seit 1965 verschiedene jetgetriebene Kampfflugzeuge (bis 2016 als ECE 5/330)
- RC 2/30 "Normandie-Njemen", Einsatzstaffel ausgerüstet mit der Rafale, seit 2012
- EC 3/30 "Lorraine", Einsatzstaffel ausgerüstet mit der Rafale, seit 2016
- Einsatzunterstützungsverbände: Rafale-Ausbildungszentrum 23.321, streitkräfteübergreifendes Rafale-Technikteam 61.590 sowie die Technischen Gruppe 1E.118 "Chalosse"

Hinzu kommt das Centre d'Expériences Aériennes Militaires (CEAM), das militärische Flugversuchszentrum mit der Eloka-Gruppe 07/330.